# Paracrino
Il paracrino è il messaggero chimico prodotto da una cellula che è lasciato diffondere al fine di modificare la fisiologia delle cellule che la circondano.
La distinzione è di solito compiuta tra segnalazione paracrina e autocrina. In entrambi i tipi, il segnale è limitato alle altre cellule nell'area locale, ma la segnalazione paracrina influisce su cellule di tipo differente rispetto alla cellula che ha compiuto la secrezione, mentre quella autocrina influisce su cellule dello stesso tipo.

## Ragioni della degradazione
Talvolta, la ragione per cui gli effetti sono limitati ad un'area locale sono legati al fatto che il messaggero è degradato troppo rapidamente per raggiungere altre parti del corpo. 
Alternativamente, il segnale raggiungerebbe le cellule vicine per una delle seguenti ragioni:
- (1) le cellule vicine assorbono il segnale a velocità molto elevate, lasciando pochi messaggeri liberi di proseguire.
- (2) il segnale resta bloccato nella matrice extracellulare, o nella struttura che circonda la cellula che rilascia il segnale, non potendo quindi viaggiare lontano dalla cellula che ha rilasciato il segnale.

## Esempi
Esempi di agenti di segnalazione paracrina includono il fattore di crescita e la coagulazione del sangue. Il segnale del fattore di crescita svolge un ruolo importante in molti aspetti dello sviluppo. 
Negli organismi adulti la segnalazione paracrina include risposte agli allergeni, riparazione dei tessuti danneggiati, formazione di tessuto cicatriziale e coagulazione.
La sovrapproduzione di alcuni fattori di crescita paracrini è legata allo sviluppo di forme tumorali. 
Altri esempi di agenti paracrini sono la somatostatina e l'istamina.

## Azioni autocrine ed endocrine
Alcuni agenti paracrini compiono anche azioni autocrine, intracrine o endocrine contemporaneamente. 
Per esempio, il testosterone secreto dai testicoli agisce in maniera endocrina per stimolare eventi periferici (aumento della massa muscolare), ed in modo paracrino per stimolare la spermatogenesi negli adiacenti tubuli seminiferi.